# Cyrtandra fulvisericea
Cyrtandra fulvisericea är en tvåhjärtbladig växtart som beskrevs av Bramley. Cyrtandra fulvisericea ingår i släktet Cyrtandra och familjen Gesneriaceae. Inga underarter finns listade i Catalogue of Life.